# Centra

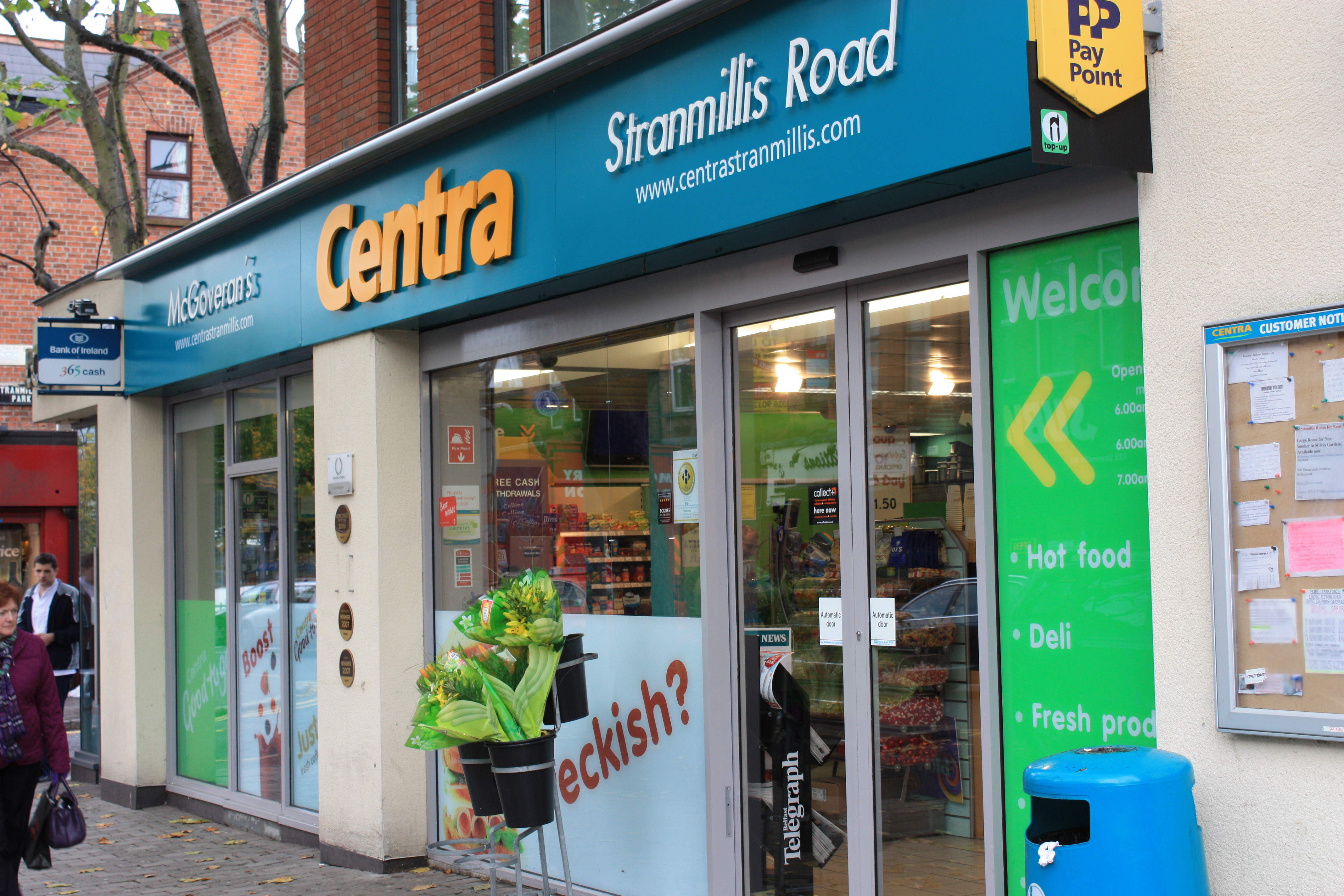
Tienda Centra en Stranmills Road, Belfast

Centra es una cadena de tiendas de conveniencia que opera en toda Irlanda. La cadena opera como un grupo símbolo propiedad de Musgrave Group, el cual es un mayorista de alimentos irlandés fundado en la ciudad de Cork.
Todas las tiendas son propiedad de franquiciados individuales.
La cadena tiene tres formatos diferentes a disposición de los franquiciados:
Puntos de venta Quick Stop los cuales son más pequeños, mercados medianos y supermercados más grandes. La mayoría de las tiendas siguen el formato Quick Stop, o simplemente tienen la marca Centra, ya que Musgrave también ofrece el formato SuperValu (Otra tienda de conveniencia irlandesa), que está orientado a los supermercados más grandes. Actualmente hay aproximadamente 480 tiendas Centra en la República de Irlanda y aproximadamente 80 en Irlanda del Norte . En 2016, Centra registró un aumento del 3 % en las ventas llegando a los 1590 millones de euros. Los principales competidores de Centra son Gala, Spar y Londis, así como varios grupos más pequeños como Costcutter .

## Historia

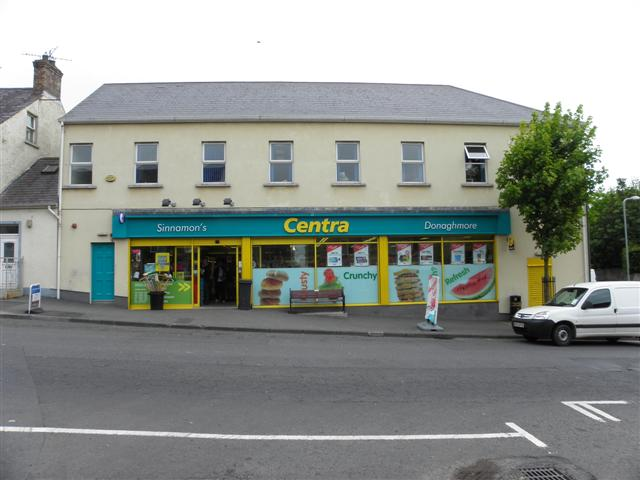
Tienda central en Donaghmore

La cadena se lanzó originalmente en la República de Irlanda como "VG" en 1960. En 1979, la cadena VG pasó a llamarse SuperValu y los puntos de venta más pequeños posteriormente se llamaron Centra. La compañía trajo estas dos tiendas a Irlanda del Norte, la última a través de la adquisición y el posterior cambio de marca de las tiendas Wellworths .

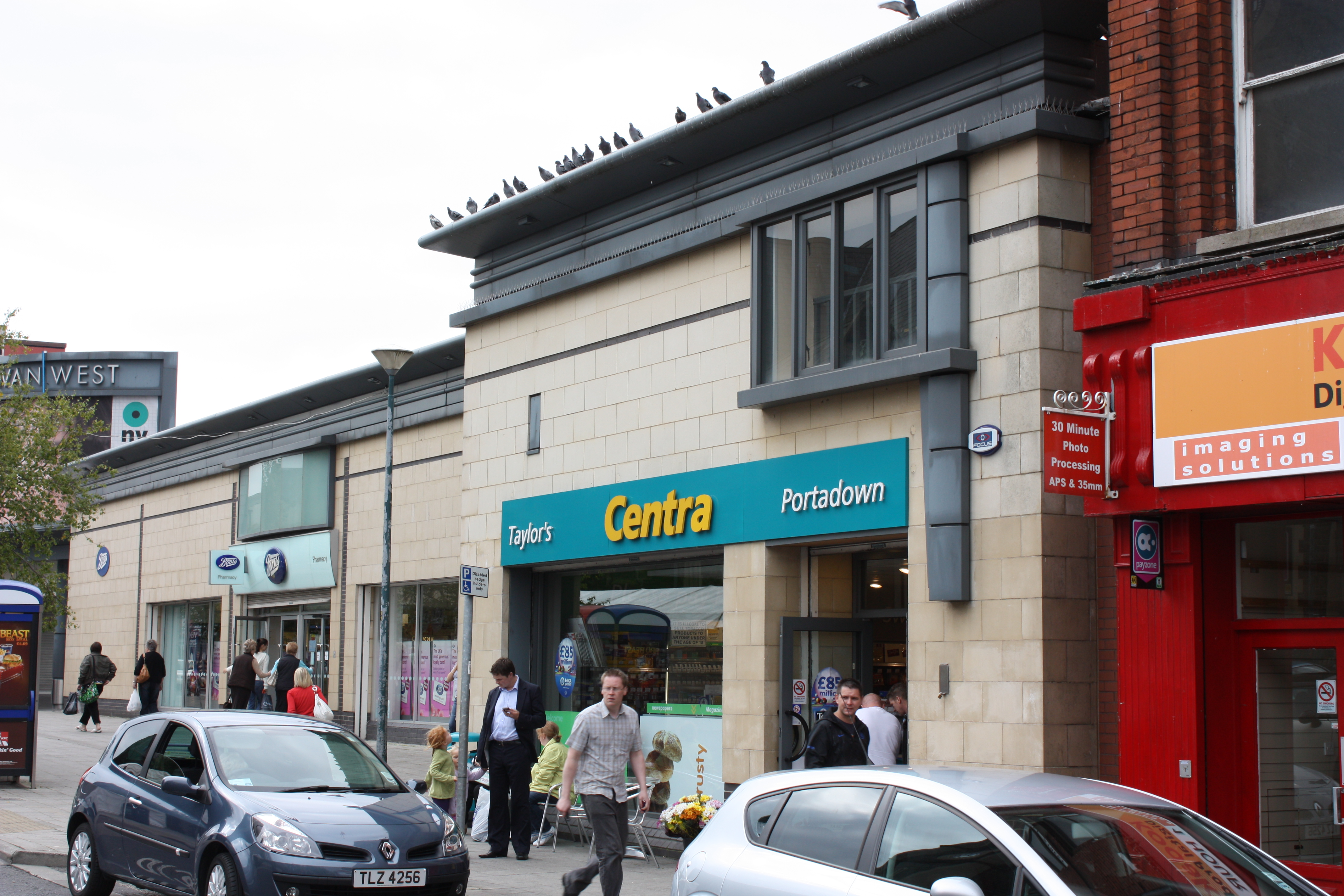
Tienda Centra en West Road, Portadown

Hay más de 450 tiendas. En 2018, se anunciaron planes para abrir 30 nuevas tiendas y remodelar otras 100. Centra emplea a más de 11.000 personas y atiende a más de tres millones de clientes por semana.